# زبان ترکی خوارزمی
ترکی خوارزمی یک زبان ادبی از سده‌های میانه، و از گروه زبان‌های ترکی بود که در قلمروی اردوی زرین، شامل آسیای مرکزی و بخشی از اروپای شرقی رواج داشت. این زبان، پایه‌ای برای زبان ترکی جغتایی بود که تا سده بیستم، یکی از زبان‌های مهم آسیای مرکزی بود. ترکی خوارزمی برپایه ترکی باستان بود، هرچند واژگان محلی اوغوزی و قبچاقی را هم دربر می‌گرفت.